# Aeroporto de Chu Lai
O Aeroporto de Chu Lai (IATA: VCL, ICAO: VVCA) é um aeroporto localizado na comuna de Tam Nghia, no distrito de Núi Thành, província de Quang Nam, no Vietnã. Fica a cerca de 34km ao norte do centro da cidade de Tam Kỳ, maior cidade da província de Quang Nam, e a 42km ao sul da cidade de Quang Ngai. Está localizado na Zona Econômica Aberta de Chu Lai.

## História
Entre 1965 e 1971, Chu Lai foi um aeródromo e base do Exército e da Marinha dos Estados Unidos. No entanto, seu nome — curiosamente mantido pelo governo de Hanói — não era vietnamita, e sim uma abreviação, em chinês, do nome do comandante militar americano, o general da Marinha Victor Krulak.
Nesta época, o local servia para complementar os campos aéreos de maior porte, em Da Nang e na Baía de Cam Ranh, e também para o reabastecimento de barcos rápidos na baía. O aeródromo apoiou grandes operações na província vizinha de Quang Ngai. 
Após o estabelecimento da Zona Econômica Aberta de Chu Lai, a Administração de Aviação Civil vietnamita investiu na construção de um terminal de passageiros e na instalação de equipamentos necessários para atender à operação de voos para o aeroporto de Chu Lai.

## Companhias aéreas e destinos
| Companhia aérea  | Destinos           |
| ---------------- | ------------------ |
| Bamboo Airways   | Hanói (suspenso)   |
| Pacific Airlines | Ho Chi Minh        |
| VietJet Air      | Hanói, Ho Chi Minh |
| Vietnam Airlines | Hanói, Ho Chi Minh |